# Lucas do Rio Verde Airport
Lucas do Rio Verde Airport (engelska: Bom Futuro Municipal Airport) är en flygplats i Brasilien.   Den ligger i kommunen Lucas do Rio Verde och delstaten Mato Grosso, i den centrala delen av landet, 900 km väster om huvudstaden Brasília. Lucas do Rio Verde Airport ligger 411 meter över havet.
Terrängen runt Lucas do Rio Verde Airport är platt. Trakten runt Lucas do Rio Verde Airport är nära nog obefolkad, med mindre än två invånare per kvadratkilometer..
Trakten runt Lucas do Rio Verde Airport består till största delen av jordbruksmark.